# Reino da Bretanha
O Reino da Bretanha (em latim: Regnum Britanniae Minoris, em bretão:  Rouantelezh Breizh, em francês:  Royaume de Bretagne) foi um Estado vassalo de curta duração do Império Franco que surgiu durante as invasões nórdicas. Sua história começa em 851 com a reivindicação de Erispoe à realeza. Em 856, Erispoe foi assassinado e sucedido por seu primo Salomão.
O reino caiu em um período de turbulência causado por invasões nórdicas e uma disputa de sucessão entre os assassinos de Salomão: Gurvand e Pascweten. O irmão de Pascweten, Alano, chamado de Grande, foi o terceiro e último a ser reconhecido como Rei da Bretanha.  Após sua morte, a Bretanha caiu sob ocupação nórdica.
Quando Alano Twistedbeard, neto de Alano, o Grande, reconquistou a Bretanha em 939, a Bretanha se tornou um ducado soberano até sua união com a França em 1532.